# Kamov Ka-15
Kamov Ka-15 (NATO naziv: "Hen") sovjetski je višenamjenski helikopter s koaksijalnim rotorskim sustavom.

## Inačice
- Ka-15 - osnovna inačica namijenjena sovjetskoj mornarici.[2]
- Ka-15M - civilna inačica. Korišten za pilotsku obuku, transport ljudi, pošte i navođenje ledolomaca.[2]
- Ka-15S - inačica s dva bočno postavljena bolnička nosila.[1]
- UKa-15 - školska inačica s dvostrukim kontrolama.[1]
- iz Kamova Ka-15 razvijen je model Kamov Ka-18 s četiri sjedala, većim repnim površinama i snažnijim motorom

## Tehničke karakteristike (Ka-15)
Izvori podataka: Soviet military helicopters
Letne karakteristike
- najveća brzina: 150 km/h
- najveća visina leta: 3.000 m
- motor: 1 x Ivčenko AI-14V